# Mills River (Carolina del Norte)
Mills River es un pueblo ubicado en la parte nordeste del condado de Henderson, en el estado estadounidense de Carolina del Norte, cerca de Etowah y de Fletcher. Se encuentra cerca del lugar donde concluyen los ríos French Broad y Mills, siendo de este último de quien toma su nombre.
Ocupa una superficie de aproximadamente 24 kilómetros cuadrados y, a fecha 1 de abril de 2020, tenía una población de 6 802 personas. Mills River es la mayor localidad del Condado de Henderson y cuenta con cuatro escuelas: Mills River y Glenn C. Marlow (ambas de primaria), la Escuela de Rugby y la Escuela Superior del Oeste de Henderson.
La mayoría de sus habitantes son de religión metodista o bautista.

## Geografía
Mills River se encuentra ubicado en las coordenadas 35°23′18″N 82°34′00″O / 35.38833, -82.56667.

## Historia
Antes de la colonización europea, existía un gran asentamiento cheroqui en lo que hoy es el término municipal de Mills River.
Mills River es una de las comunidades más antiguas del condado de Henderson y su primer propietario recibió una escritura del estado de Carolina del Norte en 1788. En otro tiempo era una próspera comunidad agrícola, a menudo llamada la "media luna fértil". 
La Capilla Mills River figuraba en el Registro Nacional de Lugares Históricos en 1988. 
Alcanzó el estatus de pueblo en 2003, principalmente gracias a los esfuerzos del bombero Roger Snyder, que ahora es el actual alcalde.